# 乌普胡苏姆
乌普胡苏姆（德語：Uphusum）是德国石勒苏益格－荷尔斯泰因州的一个市镇。总面积7.06平方公里，总人口383人，其中男性192人，女性191人（2011年12月31日），人口密度54人/平方公里。